# コンテンツプロバイダ
コンテンツプロバイダ（Contents Provider/CP）とは、デジタル化された情報を提供する事業者のこと。
インターネット接続サービスを提供するインターネットサービスプロバイダ(ISP)と比較して、コンテンツサービスプロバイダとも呼ばれる。

## コンテンツプロバイダが提供するサービス例
- ポータルサイト
- 検索サービス
- ニュース配信
- 動画配信
- 音楽配信
- 電子書籍

## 主なサービス名
- GREE（グリー株式会社）
- Mobage（株式会社ディー・エヌ・エー）
- 株式会社ザッパラス
- music.jp（株式会社エムティーアイ）